# Кардиналы-выборщики на Конклаве 1724 года
| Страна                    | Количество выборщиков |
| ------------------------- | --------------------- |
| Итальянские государства   | 49                    |
| Священная Римская империя | 6                     |
| Франция                   | 5                     |
| Испания                   | 4                     |
| Португалия                | 2                     |

Следующие кардиналы-выборщики участвовали в Папском Конклаве 1724 года. Список кардиналов-выборщиков приводятся по географическим регионам и в алфавитном порядке.
Пятьдесят три из шестидесяти шести кардиналов приняли участие в окончательном голосовании. Кардинал Винченцо Мария Орсини, O.P., был избран и принял имя Бенедикт XIII (он сначала принял имя Бенедикт XIV, но вскоре сменил нумерацию с XIV на XIII, потому что предыдущий Бенедикт XIII был антипапой). Он сменил Папу Иннокентия XIII, который скончался 7 марта 1724 года.
В Священной Коллегии кардиналов присутствовали следующие кардиналы-выборщики, назначенные:
- 2 — папой Климентом X;
- 1 — папой Иннокентием XI;
- 5 — папой Александром VIII;
- 5 — папой Иннокентием XII;
- 51 — папой Климентом XI;
- 2 — папой Иннокентием XIII.

## Римская Курия
1. Франческо Аквавива д’Арагона, кардинал-священник с титулом церкви Санта-Чечилия;
2. Алессандро Альбани, O.S.Io.Hieros., кардинал-дьякон с титулярной диаконией Санта-Мария-ин-Козмедин;
3. Аннибале Альбани, камерленго, архипресвитер патриаршей Ватиканской базилики, префект Священной Конгрегации фабрики святого Петра;
4. Лоренцо Альтьери, кардинал-дьякон с титулярной диаконией Сант-Агата-ин-Субурра;
5. Франческо Барберини младший, кардинал-епископ Палестрины;
6. Корнелио Бентивольо, апостольский легат в Романьи;
7. Джиберто Бартоломео Борромео, кардинал-священник с титулярной церковью Сант-Алессио ;
8. Джузеппе Валлемани, кардинал-священник с титулом церкви Санта-Мария-дельи-Анджели;
9. Филиппо Антонио Гуалтерио, кардинал-священник с титулярной церковью Сан-Кризогоно;
10. Франческо дель Джудиче, кардинал-епископ Фраскати, префект Священной Конгрегации церковного иммунитета, секретарь Верховной Священной Конгрегации Римской и Вселенской Инквизиции;
11. Антонио Феличе Дзондадари, кардинал-священник с титулярной церковью Санта-Бальбина ;
12. Джузеппе Ренато Империали, префект Священной Конгрегации хорошего управления;
13. Карло Колонна, кардинал-дьякон с титулярной диаконией Сант-Анджело-ин-Пескерия;
14. Бернардо Мария Конти, O.S.B.Cas., великий пенитенциарий;
15. Пьер Марчеллино Коррадини, апостольский про-датарий;
16. Лоренцо Корсини, кардинал-священник с титулярной церковью Сан-Пьетро-ин-Винколи;
17. Галеаццо Марескотти, кардинал-протопресвитер (не участвовал в Конклаве);
18. Карло Мария Марини, кардинал-дьякон с титулярной диаконией Санта-Мария-ин-Аквиро;
19. Фабио Оливьери, секретарь апостольских бреве;
20. Курцио Ориго, префект Священной Конгрегации Тридентского Собора;
21. Винченцо Мария Орсини, O.P., кардинал-епископ Порто и Санта Руфина, вице-декан Коллегии кардиналов (был избран папой римским и выбрал имя Бенедикт XIII);
22. Пьетро Оттобони, вице-канцлер Святой Римской Церкви, архипресвитер патриаршей Либерийской базилики;
23. Бенедетто Памфили, O.S.Io.Hieros, кардинал-протодьякон, библиотекарь Святой Римской Церкви, архипресвитер патриаршей Латеранской базилики;
24. Фабрицио Паолуччи, кардинал-епископ Альбано, про-префект Священной Конгрегации обрядов, префект Священной Конгрегации по делам епископов и монашествующих, генеральный викарий Рима;
25. Джамбаттиста Патрици, апостольский легат в Ферраре;
26. Лодовико Пико делла Мирандола, префект Священной Конгрегации исправления книг Восточной Церкви, префект Священной Конгрегации индульгенций и священных реликвий, епископ Сенигаллии;
27. Франческо Пиньятелли старший, Theat., кардинал-епископ Сабины, архиепископ Неаполя;
28. Джузеппе Сакрипанте, префект Священной Конгрегации Пропаганды Веры;
29. Джованни Баттиста Салерни, S.J., кардинал-священник с титулярной церковью Санта-Приска;
30. Бернардино Скотти, префект Верховного Трибунала Апостольской Сигнатуры Справедливости;
31. Джорджо Спинола, государственный секретарь Святого Престола;
32. Никола Гаэтано Спинола, камерленго Священной Коллегии кардиналов, префект Священной Конгрегации границ;
33. Себастьяно Антонио Танара, кардинал-епископ Остии и Веллетри, декан Коллегии кардиналов;[1].
34. Джованни Баттиста Толомеи, S.J., кардинал-священник с титулярной церковью Санто-Стефано-аль-Монте-Челио ;
35. Карло Агостино Фаброни, префект Священной Конгрегации Индекса.

## Европа

### Итальянские государства
1. Джованни Франческо Барбариго, епископ Падуи;
2. Джакомо Бонкомпаньи, архиепископ Болоньи;
3. Джованни Баттиста Бусси, архиепископ-епископ Анконы и Нуманы;
4. Улиссе Джузеппе Гоццадини, епископ-архиепископ Имолы;
5. Джанантонио Давиа, архиепископ-епископ Римини;
6. Иннико Караччоло младший, епископ Аверсы;
7. Никколо Караччоло, архиепископ Капуи (не участвовал в Конклаве);
8. Агостино Кузани, архиепископ-епископ Павии;
9. Луиджи Приули, епископ Бергамо;
10. Джулио Пьяцца, архиепископ-епископ Фаэнцы;
11. Томмазо Руффо, архиепископ Феррары;
12. Орацио Филиппо Спада, архиепископ-епископ Озимо;
13. Лоренцо Фиески, архиепископ Генуи (не участвовал в Конклаве);
14. Бенедетто Эрба-Одескальки, архиепископ Милана.

### Франция
1. Луи-Антуан де Ноай, архиепископ Парижа (не участвовал в Конклаве);
2. Мельхиор де Полиньяк, архиепископ Оша;
3. Леон Потье де Жевр, архиепископ Буржа (не участвовал в Конклаве);
4. Арман Гастон Максимильен де Роган, епископ Страсбурга, Эльзас;
5. Анри-Понс де Тиар де Бисси, епископ Мо;

### Священная Римская империя
1. Михаэль Фридрих фон Альтан, епископ Ваца (не участвовал в Конклаве);
2. Кристиан Август Саксен-Цейцский, епископ Дьёра (не участвовал в Конклаве);
3. Имре Чаки, архиепископ Калочи и Бача (не участвовал в Конклаве);
4. Дамиан Хуго Филипп фон Шёнборн-Буххайм, князь-епископ Шпайера;
5. Вольфганг Ганнибал фон Шраттенбах, епископ Оломоуца (не участвовал в Конклаве);
6. Тома Филипп Вальра д’Энен-Льетар д’Эльзас-Буссю де Шиме, архиепископ Мехелена (не участвовал в Конклаве).

### Испания
1. Джулио Альберони, епископ Малаги, премьер-министр Испании;
2. Карлос Борха Сентельяс-и-Понсе де Леон, патриарх Западной Индии;
3. Луис Антонио де Бельюга-и-Монкада, Orat., епископ Картахена;
4. Альваро Сьенфуэгос Вилласон, S.J., епископ Катании.

### Португалия
1. Нуно да Кунья-э-Атайде, великий инквизитор Португалии (не участвовал в Конклаве);
2. Жозе Перейра де Ласерда, епископ Фару.